# 144 (liczba)
144 (sto czterdzieści cztery) – liczba naturalna następująca po 143 i poprzedzająca 145.

## W matematyce
- 144 jest liczbą Harshada[1]
- 144 jest dwunastą liczbą ciągu Fibonacciego[2]
- 144 jest jedyną liczba kwadratową w ciągu Fibonacciego
- 1445 = 275 + 845 + 1105 + 1335 jest kontrprzykładem podanym w 1967 roku przez L. J. Landera and T. R. Parkina obalającym przypuszczenie Eulera[3] (Dla każdego {\displaystyle n\geqslant 3} równanie {\displaystyle x_{1}^{n}+\cdot \cdot \cdot +x_{n}^{n}=y^{n}} ma rozwiązanie w liczbach naturalnych, natomiast równanie {\displaystyle x_{1}^{n}+\cdot \cdot \cdot +x_{n-1}^{n}=y^{n}} nie ma takich rozwiązań[4]).
- 144 jest palindromem liczbowym, czyli może być czytana w obu kierunkach, w pozycyjnym systemie liczbowym o bazie 11 (121)
- 144 należy do 17 trójek pitagorejskich (17, 144, 145), (42, 144, 150), (60, 144, 156), (108, 144, 180), (130, 144, 194), (144, 165, 219), (144, 192, 240), (144, 270, 306), (144, 308, 340), (144, 420, 444), (144, 567, 585), (144, 640, 656), (144, 858, 870), (144, 1292, 1300), (144, 1725, 1731), (144, 2590, 2594), (144, 5183, 5185).

## W nauce
- liczba atomowa unquadquadium (niezsyntetyzowany pierwiastek chemiczny)
- galaktyka NGC 144
- planetoida (144) Vibilia
- kometa krótkookresowa 144P/Kushida

## W kalendarzu
144. dniem w roku jest 24 maja (w latach przestępnych jest to 23 maja). Zobacz też co wydarzyło się w roku 144, oraz w roku 144 p.n.e.

## W miarach i wagach
- 144 to gros (dawna miara liczności)